# Дъщерята на Елиза
„Дъщерята на Елиза“ (на италиански: La figlia di Elisa - Ritorno a Rivombrosa, букв. „Дъщерята на Елиза - Завръщане в Ривомброза“) е италиански телевизионен сериал, излъчен в Италия през 2007 г. по Канале 5 и в България през 2008 г. по Би Ти Ви, спиноф на „Елиза от Ривомброза“. 

## Основна информация
От актьорския състав на основния сериал остават само Сабрина Сиркия (Бианка), Данило Мария Вали (Гаспаро), Джовани Ризути (Тита), Симона Мастрояни (Джанина), Джейн Алегзандър (Лукреция) и Алесандра Барцаги (която в първия сезон на „Елиза“ играе монахиня, докато в спиноф играе маркиза Костанца Граниери). Режисурата е поверена на Стефано Алева, режисьор на втората част от епизодите на втория и последен сезон на оригиналния сериал.  
Основните снимачни места са Вилата на кралицата и в Замъка Валентино в Торино, Замъкът на Мазино в Каравино, Херцогския замък на Алие в Алие, Водопатите на Монте Джелато в Мацано Романо, Борго Кастело ди Рота в Толфа, Вила „Паризи“ в Монте Порцио Катоне, замък „Палавичино“ във Варано де Мелегари, Замъкът на Голазо във Варси и Крепоста „Мели Лупи ди Сораня“ в Сораня.
Сериалът разкрива историята на една голяма любов. Главните герои са Аниезе и Андреа – двама млади, които се срещат, влюбват се един в друг и са готови с всички сили да защитят чувството, което ги свързва. Двамата упорито и с много кураж се противопоставят на хората, които имат различни мотиви да ги разделят. Аниезе съчетава в себе си красотата и смелостта на майка си Елиза и дързостта и упоритостта на баща си Фабрицио. Както и в предходните сезони на сериала „Елиза“, и сега движеща сила е любовта, страстта и решителността на главните герои да защитават чувствата си, а целта на този сериал е да разкаже оригиналната история, без да я променя. Друг интересен момент в сериала е мистерията, която обгръща историята. Зрителите не веднага стават свидетели на причините, поради които любовта между Аниезе и Андреа е невъзможна, а постепенно научават защо няма шанс за тяхната любов (Андреа е син на вечния враг на семейство Ристори – Лукреция).

## Сюжет
Пиемонт, 1797 г. Европа и Италия са разтърсени от промените, предизвикани от Френската революция: много благородници от Пиемонт, включително новият крал на Сардиния Карл Емануил IV, живеят под френски контрол и последствията от това понася народът, тормозен от алчни и безскрупулни войници. В този климат в Ривомброза се завръща на възраст за женене, след обучение в Париж, графиня Аниезе Ристори, дъщеря на графиня Елиза Скалци ди Ривомброза и на граф Фабрицио Ристори. На връщане тя е спряна от мъжете на известен разбойник от района на име Малкия ястреб (на италиански: lo Sparviero), който обаче я пуска, без да ѝ навреди. Връщайки се развълнувана у дома, тя прегръща брат си Мартино, наследник на Ривомброза след смъртта на родителите им. Аниезе скоро осъзнава големите промени, настъпили в дома ѝ и открива, че Малкият ястреб, от когото се страхуват французите, е смятан за герой от повечето жители на селището, уморени от френския тормоз и от бездействието на благородниците, които трябва да им осигурят защита.
Междувременно на Мартино му предстои да се ожени за маркиза Витория Граниери Соларо, алчна жена от западнало благородническо семейство, което иска да се омъжи за него само заради интерес. Скоро Витория започва да ревнува от Аниезе и се опитва по всякакъв начин да я сближи с Лоренцо Лоя – капитан от френската гвардия, разположен в Ривомброза, жесток човек, който извършва престъпления и убийства сред селяните с подкрепата на сержант Савал.
Аниезе не се поддава на натиска на снаха си и скоро се среща с млад мъж на празненство, в когото веднага се влюбва: това е маркиз Андреа Казаленьо. Красивият маркиз отвръща на чувствата ѝ, но крие много тайни, включително и това, че е той е Малкият ястреб и е син на големия враг на майката на Аниезе – Лукреция Ван Некер и на барон Никола Конеляно от Неапол. Лукреция е стара и тежко болна, но се е завърнала в Ривомрбоза от изгнанието си във Венеция, т. к. Наполеон Бонапарт, нахлувайки в Пиемонт, премахва наказанията за стари престъпления.
Междувременно за сватбата на Мартино в Ривомброза идва братовчедка им Емилия Радикати, която винаги е била влюбена в него, но навремето е разбила сърцето му, омъжвайки се за друг. Аниезе моли брат си да не се отказва от истинската любов, но той е решил да се ожени за Витория, която след сватбата желае да е единствената господарка на Ривомброза.
Андреа решава да разкаже всичко на Аниезе, но Лукреция и капитан Лоя, водени от различни причини, са твърдо решени да унищожат любовта им. Лукреция се опитва да убие Аниезе, но Мартино, при самозащита, застрелва маркизата, убивайки я на място. Андреа вижда Аниезе като съучастничка на убиеца на майка си и я отблъсква, но по-късно променя мнението си, след като намира писмо на Лукреция, в което, преди смъртта си тя признава, че иска да убие Аниезе. След като разбира това Андреа намразва покойната си майка. За да благодари на Мартино, го освобождава от Лоя и прекъсва принудителния брак на Аниезе с капитана, който е получил ръка ѝ с обещанието да освободи брат ѝ. Междувременно за неговото минало научаваме от приятелката му Катерина, когато и двамата са били крадци в Корсика.
Предаден от Витория, която междувременно започва прелюбодейна връзка с Лоя, Андреа е принуден да бяга, за да избегне залавянето и осъждането му за разбойничество. В бягството участва и Аниезе, която след залавянето на възлюбленния ѝ не се колебае да се остави в ръцете на капитан Лоя, назначен за префект на Париж, който иска да се ожени за нея и да я отведе във Франция. Заместникът на Лоя – лейтенант Корсини, който не понася неговите злоупотреби и тормоз и е влюбен в личната прислужница на Аниезе – Дорина, осуетява поредното му лошо намерение.
В крайна сметка Лоя намира смъртта си от предадената любовница Витория, която след убийството е ескортирана до Франция от ген. Дюкро, за да бъде екзекутирана. Мартино най-накрая може да изживее спокойно любовната си връзка с братовчедката си Емилия, която остава вдовица и носи неговото дете. Аниезе и Андреа, противно на всяка първоначална прогноза, се женят и увенчават мечтата си за любов.

## Действащи лица
- Графиня/Маркиза Аниезе II Мария Витория Лавиния Ристори ди Ривомброза, по мъж Ван Некер

В ролята: Сара Фелбербаум, Тя е дъщеря на граф Фабрицио Ристори и съпругата му Елиза. Израства без родители, тъй като и майка й умира от болест, когато тя е още дете. Аниезе се завръща в Ривомброза от Париж – градът, в който е останала пет години, докато се дипломира. По време на връщането каретата й е спряна от Спарвиеро, много известен разбойник в региона. След като оцелява невредима при злощастната среща, Аниезе среща маркиз Андреа Ван Некер, син на Лукреция, в когото се влюбва. Подобно на майка си, тя има неукротим характер и желязна воля; тя вярва в истинската любов и многократно доказва, че е готова на всичко, за да защити чувството, което я свързва с Андреа, дори ако в повече от един случай ще бъде принудена да се предаде и да се примири със страховития капитан Лоя, който иска да се ожени за нея. Мила към жителите на селото, тя често намира довереница в Дорина Ривалта, нейната прислужница, първият човек, на когото тя признава любовта си към Андреа. Много близка с брат си и братовчедка си Емилия, тя не понася зълва си. Най-накрая ще успее да се омъжи за Андреа.
- Маркиз Андреа Казаленьо Ван Некер

В ролята: Джулио Берути. Той е единственият син на Лукреция Ван Некер и, вероятно, на барон Никола ди Конелиано. Той дължи второто си фамилно име на джентълмен, който го е приел, докато майка му се е укривала във Венецианската република. След като се завръща в Ривомброза, не може да остане безразличен към потисничеството и малтретирането, извършвано от французите срещу фермерите, затова решава да поеме ролята на Ястреба. Гениален и хитър, Андреа е човек с чисто сърце, за разлика от майка си, която крие отвратителното си минало. Той се влюбва в Аниезе, въпреки че знае, че тяхната история никога няма да бъде проста, и не спира да изпитва същите чувства, дори когато вярва, че тя е съучастница на брат му в убийството на майка им. Много привързан към Якопо – камериера, към когото се отнася като към приятел, той може да му прости дори когато последният, измъчван почти до лудост от Лоя и страховития сержант Савал, го предава, като разкрива плановете му. В крайна сметка любовта, която маркиз Андреа Ван Некер изпитва към сладката графиня Аниезе Ристори, успява да преодолее всички несгоди и най-накрая двамата влюбени могат да сбъднат мечтата си за любов, като се оженят.
- Граф Мартино Амедео Ристори ди Ривомброза

В ролята: Паоло Сеганти, Той е син на граф Фабрицио Ристори и на непозната жена, и е по-големият брат на Аниезе. След смъртта на баща си и Елиза наследява цялото имение. Жени се за маркиза Витория Граниери Соларо, която уважава, но не може да обича. Сърцето му реално принадлежи на братовчедка му Емилия, която обича от ранна възраст и с която изневерява на новата си булка Витория малко след сватбата. Първоначално се противопоставя на историята между Аниезе и Андреа, смятайки, че мъжът прилича във всеки детайл на майка си Лукреция. След хиляди перипетии обаче Мартино се оказва принуден да признае, че е сгрешил, и приема Андреа в семейството си. Когато Витория е отведена във Франция и накрая екзекутирана, той най-накрая може да изживее мечтата си да живее в Ривомброза с жената, която обича. Практичен човек с малко думи, Мартино е благородник, но държи в сърцето си интересите на фермерите (прекарал бедно детство, преди да се открие като син на Фабрицио Ристори), и за добър приятел на граф Алесандро Стурани, изключително непохватен, но добросърдечен. По-късно разбира, че братовчедка му Емилия чака дете от него.
- Маркиза Емилия Радикати ди Маляно, по мъж Грити

В ролята: Валентина Паче. Тя е дъщеря на графиня Анна Ристори и маркиз Алвизе Радикати от Маляно. Обича Мартино от ранна възраст, но избира да се омъжи за Фулвио Грити, флорентински художник с несъмнен талант, но с много особен характер. Сладка и изискана, Емилия е жертва, също като майка си, на жесток и груб съпруг, който я използва само за собствените си цели, без да я уважава и без изобщо да се тревожи за нея. Много близка на принцесата на Кариняно, именно в нейната къща тя извършва предателството срещу съпруга си. Когато най-накрая отваря очите си за истинската същност на Фулвио, тя успява да събере необходимата смелост, за да го напусне, решена да започне нов живот. В крайна сметка успява да сбъдне мечтата си да живее в Ривомброза заедно с мъжа, когото обича и от когото очаква дете.
- Капитан Лоренцо Лоя

В ролята: Джорджо Боргети, Той е капитанът на френските войски, разположени в Ривомброза и главният антагонист на целя серил, обитаващ Форт Сан Бартоломео. Тъй като събитията се развиват след Френската революция, той като офицер е по-силен и по-богат от благородниците. В продължение на две години доминира в Ривомброза, откакто държавата на Пиемонт влиза във война с Франция и губи през следващата година с инвазията. Той веднага се показва като авторитарен и презрян човек, готов на всичко, за да получи това, което иска, както и извършващ предумишлени убийства и детеубийства в района (той също така убива собствените си най-млади войници, обвинявайки Спарвиероо), тайно от френския император генерал Наполеон Бонапарт и пиемонтския крал Карл Емануил IV. От миналото му е известно, че той е откраднал скъпоценности, включително някои имперски съкровища, заедно с Катерина Уолми и бъдещия й съпруг Клаудио, прекъсвайки връзките с тях, за да преследва военна кариера. Очарован от Аниезе повече заради престижа, който би му донесъл евентуалният им брак , отколкото от реален интерес към нея, той я изнудва няколко пъти, за да получи ръката й, винаги използвайки най-скъпите й чувства (обещавайки първо свободата на Мартино и след това спасението на Андреа). Той започва тайна връзка с Витория, която в крайна сметка прекратява внезапно, предизвиквайки фаталната й ревност, което води до убийството му.
- Маркиза Лукреция Пришила Аделаида Ван Некер, по мъж Бовил

В ролята: Джейн Алегзандър. Стар пиемонтски и холандски враг на семейство Ристори и майка на Андреа. Вторичен антагонист от първите три епизода. Трябвайки да се справи с Аниезе, дъщерята на Елиза (нейният иконом Гаспаро също е жертва на Лоя, преди да умре), тя се съюзява с маркиза Витория Граниери Соларо, дълбоко презира Мартино и Аниезе и е готова на всичко, за да отмъсти на дъщерята на Елиза, дори да я убие. Но Мартино се втурва да защитава Аниезе и убива Лукреция с един изстрел от ловен пистолет при самоотбрана. Въпреки че е стара и болна, Лукреция доказва, че не е загубила силата си на убийца.
- Маркиза/Графиня Витория Граниери Соларо, по мъж Ристори

В ролята:Анна Сафрончик, Тя е амбициозна и решителна, но не непременно зла. Решава да се омъжи за Мартино Ристори не от любов, а от интерес. Мечтае за големи приеми и стотици гости, но скоро трябва да се справи със селската природа на Ривомброза, където селяни и благородници живеят в една и съща среда. Тя се опитва да сближи Аниезе с капитан Лоя, за да елиминира конкуренцията на зълва си и да стане новият собственик на Ривомброза, но в крайна сметка пада в собствения си капан, започвайки тайна връзка с капитана, в когото се влюбва въпреки волята си. Тогава Лоя я напуска заради Аниезе и тя си отмъщава. В крайна сметка, тъй като капитанът не стреля по Аниезе, а само я заплашва със смърт, за да накара Андреа да свали меча си, след като убива Лоя, тъй като това не е самоотбрана, Витория е ескортирана до Франция, за да бъде съдена.
- Принцеса Луиза ди Кариняно

В ролята Анджела Мелило. Мека, мила и изискана, принцесата на Кариняно (тя не е дъщеря на краля, а има само благородническа титла) е най-високопоставеният герой в сериала, макар и само сред благородниците. Тя често организира приеми и партита в палата си и на няколко пъти демонстрира, че е отлична домакиня. Много обича Аниезе и Емилия и често предлага помощта си на Емилия, попаднала в капана на труден брак. Друга важна връзка е тази с Андреа Ван Некер, в която се разбира, че е безуспешно влюбена. Но тя го напуска, за да го остави да бъде с Аниезе.
- Маркиз Моналдо Граниери Соларо

В ролята: Ренато Карпентиери. Съпруг на Олга, баща на Витория и Костанца и тъст на Мартино, маркиз Моналдо Граниери Соларо е мъдър и ироничен човек, който знае много за живота. Единственият му недостатък е, че пропилява цялото си състояние на игралните маси, като по този начин се оказва неспособен да предложи стабилно бъдеще на жена си и дъщерите си. Много уважава Мартино, първо като мъж, а след това като зет, до степен да го защитава дори и при най-тежките обвинения. За него обаче е по-трудно да приеме Алесандро, приятелят на по-малката му дъщеря Костанца, на когото обаче се научава да се доверява до такава степен, че да го помоли за помощ, за да защити честта на дъщеря му пред лицето на тормоза на Фулвио Грити.
- Маркиза Олга Бенучи Граниери Соларо

В ролята:Роза Ферайоло Съпруга на Моналдо, майка на Витория и Костанца и свекърва на Мартино, Олга е жена, която е много внимателна към имиджа на семейството си. Тя не е зла жена, но често поставя доброто име на семейството пред всичко останало, като понякога рискува да не съзре важните неща. Тя е неволно тази, която кара дъщеря си Костанца да се откаже от намерението да докладва за тормоза, на който е подложен Фулвио Грити. По-късно обаче демонстрира, че взима присърце само най-добрите интереси на дъщерите си.
- Маркизина Костанца Граниери Соларо

В ролята: Алесандра Барцаги. Втора дъщеря на Моналдо и Олга и по-малка сестра на Витория, Костанца е просто и нежно момиче, което с годините се е научило да се задоволява с това, което животът може да и предложи. За разлика от по-голямата си сестра, тя никога не е искала пищна сватба или богат съпруг, а само любов, която намира в срамежливостта и непохватността на граф Алесандро Стурани, най-добрият приятел на Мартино. Сладка и покорна, тя приема, без да иска, да позира за Фулвио Грити, съпругът на Емилия художник, който първо я тормози, а след това се опитва да използва насилие върху нея, което я разстройва дълбоко. Тя се опитва да разубеди баща си да предизвика художника на дуел, сигурна, че ще загуби родителя си.
- Граф Алесандро Стурани

В ролята: Франческо Фелети. Непохватен, прост и непредвидим, Алесандро е селски благородник, също като Мартино, с когото го свързва дълбоко приятелство. Срамежлив и пленник на собствената си тромавост, Алесандро е тромав мъж, от когото всички стоят настрана, особено жените. Единственият, който вижда отвъд външността, е Костанца, която се влюбва в него заради неговата простота и добър характер. С течение на времето Алесандро демонстрира, че е станал по-зрял и още по-смел, както когато помага на Мартино да се пребори с несправедливостите на Лоя, така и когато замества Моналдо в дуела, за да защити честта на своята любима Костанца. Именно той по време на дуела ранява смъртоносно Фулвио, карайки Емилия да овдовее.
- Фулвио Грити

В ролята: Пиер Джорджо Белокио Егоистичен, вулгарен, груб и нестабилен, Фулвио е съпруг на Емилия и флорентински художник с голям талант, но малко слава. Неведнъж показа, че не понася нито Ривомброза, нито живеещите там, но настроението му не се подобрява дори с преместването му в Торино. Той се отнася хладно към съпругата си, често се проявява към нея като насилник, почти садист: нито обича Емилия, нито я уважава, стигайки дотам, че няколко пъти я унижава и психологически я разбива. С течение на времето психическото му състояние се влошава, компрометирано и от злоупотребата с наркотици, до степен да го тласка да опита да изнасили Костанца. Той е убит от Алесандро, редовно при самозащита, след като открива неочакваната бременност на жена си, решен да не се подчинява повече на нико му.
- Алдо Корсини

В ролята: Джорджо Маркези. Лейтенант във френската армия, той е вторият на капитан Лоя. Справедлив и честен човек, той от самото начало се възмущава от поведението на своя началник. Започва да се бунтува едва след като среща Дорина Ривалта, прислужницата на графиня Аниезе, в която се влюбва лудо, а тя му отвръща със същото. Въпреки че в началото никога не противоречи на Лоя, с течение на времето той се доказва като смел човек, готов на всичко, за да подкрепи идеалите, в които винаги е вярвал. Със смъртта на Лоя той получава назначението за капитан и след като мирът е възстановен в Ривомброза, той може да изпълни мечтата си за любов с Дорина, с мирно съжителство между италиански и френски войници.
- Дорина Ривалта

Вв ролята: Ноеми Змора. По-малката сестра на Примо Ривалта, Дорина служи в Ривомброза от години. Сладка, честна и желаеща, Дорина никога не е мечтала за големи неща, но срещата с лейтенант Алдо Корсини променя картите на масата, тласкайки я да повярва в силата на любовта. Срещу брат си, който има силни предразсъдъци към французите, Дорина многократно нарушава братските си забрани, убедена (с право), че любовта й ще стигне далеч.
- Примо Ривалта

В ролята: Родолфо Мантовани. По-големият брат на Дорина Ривалта, Примо, е администратор на граф Мартино Ристори от Ривомброза. Сгоден за Тереза, селско момиче, което по-късно става лична прислужница на Витория, той таи силни предразсъдъци към французите, които смята за по-низши от кучетата. Той се сблъсква няколко пъти с лейтенант Корсини, опитвайки се да му попречи да се срещне със сестра му, но трябва да се откаже, когато разбира, че Корсини не е Лоя и иска само доброто на Ривомброза. Докато остава в Ривомброза, той се присъединява към бандата на Спарвиеро, като често му помага в мисиите му.
- Савал

В ролята: Франческо Боло Росини. Сержант, следователно по-нисък по ранг от лейтенант Корсини, когото той уважава, но не може да понася, Савал е подъл и нечестен човек като Лоя, с когото често заговорничи в сенките, действайки през повечето време като негов последовател. Той рядко проявява уважение, да не говорим за човечност. Често се показва готов на всичко и лишен от морални скрупули. Съдбата му след смъртта на капитан Лоя и повишаването на Корсини в капитан е неизвестна, но той със сигурност бива поробен от Алдо, който ще му нареди да не безпокои повече местните.
- Отец Куирино

В ролята: Микеле Нани. Отец Куирино е свещеник в Ривомброза, след смъртта на абат Ван Некер от старост. Спокоен, кротък и мъдър, той винаги е готов да помогне на съселяните си и да ги защити от издевателствата на по-силните. Той често помага на Спарвиеро и неговата бригада да въдвори малко справедливост в Ривомброза. Няколко пъти той се опитва да помогне на Аниезе и да я омъжи за Андреа, но успява едва накрая.
- Якопо

В ролята: Енрико Салимбени. Камериер на маркиз Андреа Ван Некер, Якопо бива третиран от маркиза като равен, като приятел. Ироничен, мъдър, честен и лоялен, Якопо подкрепя Андреа във всичките му битки, от битката като Спарвиеро до войната, водена с Лоя, за да получи правото да обича Аниезе. Заловен от Лоя, той е варварски измъчван от Савал, докато не разкрие плановете на Андреа, която в този момент бяга към Венеция заедно с Аниезе. Опитва се да помогне на Андреа да избяга, за да изтрие вината си, откривайки, че му е простено от самото начало. Умира от предумишлено убийство, първо е спрян, а след това е убит от Лоя, опитвайки се да защити Андреа от капитана по време на опита за бягство.
- Бианка Буонио

В ролята: Сабрина Сиркия. Дълги години гувернантка на двореца на Ристори, след смъртта на предишната гувернатка Амелия. Брат й Анджело също изглежда е починал от болест като Елиза. В този сериал тя има второстепенна роля, но се отнася към Аниезе като към дъщеря и мъдро управлява къщата, както и предупреждава Дорина срещу Корсини. Уважава господарите си, но не може да понася Витория. В крайна сметка, когато Аниезе и Андреа се оженят, тя е кума. Оставайки жива до края, тя е най-актуалният герой от цялата сага, и преди този сериал.
- Катерина Волми

В ролята: Марта Бифано. Французойка, родом от Аячо, тя е стара приятелка на капитан Лоя. Тя, той и трети мъж, Клаудио, преди това ограбват няколко банки в Аячо, открадвайки бижутата на Наполеон Бонапарт. Но тя не убива при грабежа, за разлика от Лоя. След Френската революция, докато Лоя остава във Франция, маскиран като революционен капитан и с дори повече власт от аристократите, Катрин и Клаудио се женят и се преместват в Папската държава, оставайки благородници на Църквата: съответно принцеса и граф. Когато пристига в Ривомброза, тя вече не е благороден разбойник, но съпругът й все още е и е бил арестуван в Рим, така че жената моли Лоя за известно количество от парите си, за да подкупи пазачите, преди Клаудио да бъде екзекутиран; за да направи това, изнудва Витория, която е спала с Лоя, като заплашва да разкрие новата им връзка на Мартино. Когато най-накрая получава парите и си тръгва, пристига писмо, което й казва, че Клаудио е умрял от екзекуция. Скърбяща, тя се завръща в Папската държава с титлата си, но прекарва остатъка от живота си в тъга и самота.